# 27 Dywizja Piechoty (III Rzesza)
27 Dywizja Piechoty (niem. 27. Infanterie-Division) – jedna z niemieckich dywizji piechoty, uczestniczyła w agresji na Polskę (1939) i Francję (1940). 

## Formowanie i walki
Utworzona w październiku 1936 roku w Augsburgu, zmobilizowana w sierpniu 1939 roku. W kampanii wrześniowej w VII Korpusie Armijnym Grupy Armii Południe, następnie przerzucona na zachód. W kampanii francuskiej brała udział najpierw w składzie 12 Armii (w Luksemburgu), potem XXXVIII Korpusu Armijnego 4 Armii (Grupa Armii B) nad Sommą i Loarą. W listopadzie 1940 roku przekształcona w 17 Dywizję Pancerną.

## Dowódcy dywizji
- gen. por. Friedrich Bergmann do października 1939,
- gen. por. Hans Jürgen von Arnim do listopada 1940.

## Struktura organizacyjna
- 40 pułk piechoty
- 63 pułk piechoty
- 91 pułk piechoty
- 27 pułk artylerii
- 27 batalion zapasowy
- 27 batalion rozpoznawczy
- 27 batalion przeciwpancerny
- 27 batalion pionierów
- 27 batalion łączności
- 27 Dywizyjne Dowództwo Zaopatrzeniowe